# Ampithoe boecki
Ampithoe boecki is een vlokreeftensoort uit de familie van de Ampithoidae. De wetenschappelijke naam van de soort is voor het eerst geldig gepubliceerd in 1893 door Della Valle.